# Albo d'oro dei Campionati mondiali di sci alpino
Lista completa e aggiornata dei vincitori di una medaglia d'oro nelle varie edizioni dei Campionati mondiali di sci alpino.
Lo slalom gigante è stato introdotto dall'edizione del 1950, mentre il supergigante da quella del 1985. Dall'edizione del 2007 la combinata è stata sostituita con la supercombinata. Nel 2021 è stato introdotto lo slalom parallelo; nel 2025 la combinata individuale è stata sostituita dalla combinata a squadre.

## Uomini
| Anno | Località             | Discesa libera                        | Slalom speciale                       | Combinata                                | Slalom gigante                        | Supergigante                          | Parallelo                             |
| ---- | -------------------- | ------------------------------------- | ------------------------------------- | ---------------------------------------- | ------------------------------------- | ------------------------------------- | ------------------------------------- |
| 2025 | Saalbach-Hinterglemm | Franjo von Allmen                     | Loïc Meillard                         | Svizzera Franjo von Allmen Loïc Meillard | Raphael Haaser                        | Marco Odermatt                        | -                                     |
| 2023 | Courchevel/Méribel   | Marco Odermatt                        | Henrik Kristoffersen                  | Alexis Pinturault (2)                    | Marco Odermatt                        | James Crawford                        | Alexander Schmid                      |
| 2021 | Cortina d'Ampezzo    | Vincent Kriechmayr                    | Sebastian Foss Solevåg                | Marco Schwarz                            | Mathieu Faivre                        | Vincent Kriechmayr                    | Mathieu Faivre                        |
| 2019 | Åre                  | Kjetil Jansrud                        | Marcel Hirscher (3)                   | Alexis Pinturault                        | Henrik Kristoffersen                  | Dominik Paris                         | -                                     |
| 2017 | Sankt Moritz         | Beat Feuz                             | Marcel Hirscher (2)                   | Luca Aerni                               | Marcel Hirscher                       | Erik Guay                             | -                                     |
| 2015 | Vail/Beaver Creek    | Patrick Küng                          | Jean-Baptiste Grange (2)              | Marcel Hirscher                          | Ted Ligety (3)                        | Hannes Reichelt                       | -                                     |
| 2013 | Schladming           | Aksel Lund Svindal (2)                | Marcel Hirscher                       | Ted Ligety                               | Ted Ligety (2)                        | Ted Ligety                            | -                                     |
| 2011 | Garmisch             | Erik Guay                             | Jean-Baptiste Grange                  | Aksel Lund Svindal (2)                   | Ted Ligety                            | Christof Innerhofer                   | -                                     |
| 2009 | Val-d'Isère          | John Kucera                           | Manfred Pranger                       | Aksel Lund Svindal                       | Carlo Janka                           | Didier Cuche                          | -                                     |
| 2007 | Åre                  | Aksel Lund Svindal                    | Mario Matt (2)                        | Daniel Albrecht                          | Aksel Lund Svindal                    | Patrick Staudacher                    | -                                     |
| 2005 | Bormio               | Bode Miller                           | Benjamin Raich                        | Benjamin Raich                           | Hermann Maier                         | Bode Miller                           | -                                     |
| 2003 | Sankt Moritz         | Michael Walchhofer                    | Ivica Kostelić                        | Bode Miller                              | Bode Miller                           | Stephan Eberharter (2)                | -                                     |
| 2001 | St. Anton            | Hannes Trinkl                         | Mario Matt                            | Kjetil André Aamodt (3)                  | Michael von Grünigen (2)              | Daron Rahlves                         | -                                     |
| 1999 | Vail                 | Hermann Maier                         | Kalle Palander                        | Kjetil André Aamodt (2)                  | Lasse Kjus                            | Hermann Maier Lasse Kjus              | -                                     |
| 1997 | Sestriere            | Bruno Kernen                          | Tom Stiansen                          | Kjetil André Aamodt                      | Michael von Grünigen                  | Atle Skårdal (2)                      | -                                     |
| 1996 | Sierra Nevada        | Patrick Ortlieb                       | Alberto Tomba                         | Marc Girardelli (3)                      | Alberto Tomba                         | Atle Skårdal                          | -                                     |
| 1993 | Morioka              | Urs Lehmann                           | Kjetil André Aamodt                   | Lasse Kjus                               | Kjetil André Aamodt                   | Annullata                             | -                                     |
| 1991 | Saalbach             | Franz Heinzer                         | Marc Girardelli                       | Stephan Eberharter                       | Rudolf Nierlich (2)                   | Stephan Eberharter                    | -                                     |
| 1989 | Vail                 | Hansjörg Tauscher                     | Rudolf Nierlich                       | Marc Girardelli (2)                      | Rudolf Nierlich                       | Martin Hangl                          | -                                     |
| 1987 | Crans-Montana        | Peter Müller                          | Frank Wörndl                          | Marc Girardelli                          | Pirmin Zurbriggen                     | Pirmin Zurbriggen                     | -                                     |
| 1985 | Bormio               | Pirmin Zurbriggen                     | Jonas Nilsson                         | Pirmin Zurbriggen                        | Markus Wasmeier                       | -                                     | -                                     |
| 1982 | Schladming           | Harti Weirather                       | Ingemar Stenmark (3)                  | Michel Vion                              | Steve Mahre                           | -                                     | -                                     |
| 1980 | Lake Placid          | Leonhard Stock                        | Ingemar Stenmark (2)                  | Phil Mahre                               | Ingemar Stenmark (2)                  | -                                     | -                                     |
| 1978 | Garmisch             | Josef Walcher                         | Ingemar Stenmark                      | Andreas Wenzel                           | Ingemar Stenmark                      | -                                     | -                                     |
| 1976 | Innsbruck            | Franz Klammer                         | Piero Gros                            | Gustav Thöni (2)                         | Heini Hemmi                           | -                                     | -                                     |
| 1974 | Sankt Moritz         | David Zwilling                        | Gustav Thöni                          | Franz Klammer                            | Gustav Thöni (2)                      | -                                     | -                                     |
| 1972 | Sapporo              | Bernhard Russi (2)                    | Francisco Fernández Ochoa             | Gustav Thöni                             | Gustav Thöni                          | -                                     | -                                     |
| 1970 | Val Gardena          | Bernhard Russi                        | Jean-Noël Augert                      | Billy Kidd                               | Karl Schranz                          | -                                     | -                                     |
| 1968 | Grenoble             | Jean-Claude Killy (2)                 | Jean-Claude Killy                     | Jean-Claude Killy (2)                    | Jean-Claude Killy                     | -                                     | -                                     |
| 1966 | Portillo             | Jean-Claude Killy                     | Carlo Senoner                         | Jean-Claude Killy                        | Guy Périllat                          | -                                     | -                                     |
| 1964 | Innsbruck            | Egon Zimmermann                       | Josef Stiegler                        | Ludwig Leitner                           | François Bonlieu                      | -                                     | -                                     |
| 1962 | Chamonix             | Karl Schranz                          | Charles Bozon                         | Karl Schranz                             | Egon Zimmermann                       | -                                     | -                                     |
| 1960 | Squaw Valley         | Jean Vuarnet                          | Ernst Hinterseer                      | Guy Périllat                             | Roger Staub                           | -                                     | -                                     |
| 1958 | Bad Gastein          | Toni Sailer (2)                       | Josef Rieder                          | Toni Sailer (2)                          | Anton Sailer (2)                      | -                                     | -                                     |
| 1956 | Cortina              | Toni Sailer                           | Toni Sailer                           | Toni Sailer                              | Anton Sailer                          | -                                     | -                                     |
| 1954 | Åre                  | Christian Pravda                      | Stein Eriksen                         | Stein Eriksen                            | Stein Eriksen (2)                     | -                                     | -                                     |
| 1952 | Oslo                 | Zeno Colò (2)                         | Othmar Schneider                      | -                                        | Stein Eriksen                         | -                                     | -                                     |
| 1950 | Aspen                | Zeno Colò                             | Georges Schneider                     | -                                        | Zeno Colò                             | -                                     | -                                     |
| 1948 | Sankt Moritz         | Henri Oreiller                        | Edy Reinalter                         | Henri Oreiller                           | -                                     | -                                     | -                                     |
| 1941 | Cortina              | Edizione annullata dalla FIS nel 1946 | Edizione annullata dalla FIS nel 1946 | Edizione annullata dalla FIS nel 1946    | Edizione annullata dalla FIS nel 1946 | Edizione annullata dalla FIS nel 1946 | Edizione annullata dalla FIS nel 1946 |
| 1939 | Zakopane             | Hellmut Lantschner                    | Rudolf Rominger (2)                   | Josef Jennewein                          | -                                     | -                                     | -                                     |
| 1938 | Engelberg            | James Couttet                         | Rudolf Rominger                       | Émile Allais (2)                         | -                                     | -                                     | -                                     |
| 1937 | Chamonix             | Émile Allais                          | Émile Allais                          | Émile Allais                             | -                                     | -                                     | -                                     |
| 1936 | Innsbruck            | Rudolf Rominger                       | Rudolph Matt                          | Rudolf Rominger                          | -                                     | -                                     | -                                     |
| 1935 | Mürren               | Franz Zingerle                        | Anton Seelos (2)                      | Anton Seelos (2)                         | -                                     | -                                     | -                                     |
| 1934 | Sankt Moritz         | David Zogg                            | Franz Pfnür                           | David Zogg                               | -                                     | -                                     | -                                     |
| 1933 | Innsbruck            | Walter Prager (2)                     | Anton Seelos                          | Anton Seelos                             | -                                     | -                                     | -                                     |
| 1932 | Cortina              | Gustav Lantschner                     | Friedl Däuber                         | Otto Furrer                              | -                                     | -                                     | -                                     |
| 1931 | Mürren               | Walter Prager                         | David Zogg                            | -                                        | -                                     | -                                     | -                                     |

## Donne
| Anno | Località             | Discesa libera                        | Slalom speciale                       | Combinata                                   | Slalom gigante                        | Supergigante                          | Parallelo                             |
| ---- | -------------------- | ------------------------------------- | ------------------------------------- | ------------------------------------------- | ------------------------------------- | ------------------------------------- | ------------------------------------- |
| 2025 | Saalbach-Hinterglemm | Breezy Johnson                        | Camille Rast                          | Stati Uniti Breezy Johnson Mikaela Shiffrin | Federica Brignone                     | Stephanie Venier                      | -                                     |
| 2023 | Courchevel/Méribel   | Jasmine Flury                         | Laurence St-Germain                   | Federica Brignone                           | Mikaela Shiffrin                      | Marta Bassino                         | Maria Therese Tviberg                 |
| 2021 | Cortina d'Ampezzo    | Corinne Suter                         | Katharina Liensberger                 | Mikaela Shiffrin                            | Lara Gut-Behrami                      | Lara Gut-Behrami                      | Marta Bassino Katharina Liensberger   |
| 2019 | Åre                  | Ilka Štuhec (2)                       | Mikaela Shiffrin (4)                  | Wendy Holdener (2)                          | Petra Vlhová                          | Mikaela Shiffrin                      | -                                     |
| 2017 | Sankt Moritz         | Ilka Štuhec                           | Mikaela Shiffrin (3)                  | Wendy Holdener                              | Tessa Worley (2)                      | Nicole Schmidhofer                    | -                                     |
| 2015 | Vail/Beaver Creek    | Tina Maze                             | Mikaela Shiffrin (2)                  | Tina Maze                                   | Anna Fenninger                        | Anna Fenninger                        | -                                     |
| 2013 | Schladming           | Marion Rolland                        | Mikaela Shiffrin                      | Maria Riesch                                | Tessa Worley                          | Tina Maze                             | -                                     |
| 2011 | Garmisch             | Elisabeth Görgl                       | Marlies Schild                        | Anna Fenninger                              | Tina Maze                             | Elisabeth Görgl                       | -                                     |
| 2009 | Val-d'Isère          | Lindsey Vonn                          | Maria Riesch                          | Kathrin Zettel                              | Kathrin Hölzl                         | Lindsey Vonn                          | -                                     |
| 2007 | Åre                  | Anja Pärson                           | Šárka Záhrobská                       | Anja Pärson                                 | Nicole Hosp                           | Anja Pärson (2)                       | -                                     |
| 2005 | Bormio               | Janica Kostelić                       | Janica Kostelić (2)                   | Janica Kostelić (2)                         | Anja Pärson (2)                       | Anja Pärson                           | -                                     |
| 2003 | Sankt Moritz         | Mélanie Turgeon                       | Janica Kostelić                       | Janica Kostelić                             | Anja Pärson                           | Michaela Dorfmeister                  | -                                     |
| 2001 | St. Anton            | Michaela Dorfmeister                  | Anja Pärson                           | Martina Ertl                                | Sonja Nef                             | Régine Cavagnoud                      | -                                     |
| 1999 | Vail                 | Renate Götschl                        | Zali Steggall                         | Pernilla Wiberg (2)                         | Alexandra Meissnitzer                 | Alexandra Meissnitzer                 | -                                     |
| 1997 | Sestriere            | Hilary Lindh                          | Deborah Compagnoni                    | Renate Götschl                              | Deborah Compagnoni (2)                | Isolde Kostner (2)                    | -                                     |
| 1996 | Sierra Nevada        | Picabo Street                         | Pernilla Wiberg                       | Pernilla Wiberg                             | Deborah Compagnoni                    | Isolde Kostner                        | -                                     |
| 1993 | Morioka              | Kate Pace                             | Karin Buder                           | Miriam Vogt                                 | Carole Merle                          | Katja Seizinger                       | -                                     |
| 1991 | Saalbach             | Petra Kronberger                      | Vreni Schneider                       | Chantal Bournissen                          | Pernilla Wiberg                       | Ulrike Maier (2)                      | -                                     |
| 1989 | Vail                 | Maria Walliser (2)                    | Mateja Svet                           | Tamara McKinney                             | Vreni Schneider (2)                   | Ulrike Maier                          | -                                     |
| 1987 | Crans-Montana        | Maria Walliser                        | Erika Hess (2)                        | Erika Hess (3)                              | Vreni Schneider                       | Maria Walliser                        | -                                     |
| 1985 | Bormio               | Michela Figini                        | Perrine Pelen                         | Erika Hess (2)                              | Diann Roffe                           | -                                     | -                                     |
| 1982 | Schladming           | Gerry Sorensen                        | Erika Hess                            | Erika Hess                                  | Erika Hess                            | -                                     | -                                     |
| 1980 | Lake Placid          | Annemarie Moser-Pröll (3)             | Hanni Wenzel (2)                      | Hanni Wenzel                                | Hanni Wenzel                          | -                                     | -                                     |
| 1978 | Garmisch             | Annemarie Moser-Pröll (2)             | Lea Sölkner                           | Annemarie Moser-Pröll (2)                   | Maria Epple                           | -                                     | -                                     |
| 1976 | Innsbruck            | Rosi Mittermaier                      | Rosi Mittermaier                      | Rosi Mittermaier                            | Kathy Kreiner                         | -                                     | -                                     |
| 1974 | Sankt Moritz         | Annemarie Moser-Pröll                 | Hanni Wenzel                          | Fabienne Serrat                             | Fabienne Serrat                       | -                                     | -                                     |
| 1972 | Sapporo              | Marie-Theres Nadig                    | Barbara Ann Cochran                   | Annemarie Moser-Pröll                       | Marie-Theres Nadig                    | -                                     | -                                     |
| 1970 | Val Gardena          | Annerösli Zryd                        | Ingrid Lafforgue                      | Michèle Jacot                               | Betsy Clifford                        | -                                     | -                                     |
| 1968 | Grenoble             | Olga Pall                             | Marielle Goitschel                    | Nancy Greene                                | Nancy Greene                          | -                                     | -                                     |
| 1966 | Portillo             | Erika Schinegger                      | Annie Famose                          | Marielle Goitschel (3)                      | Marielle Goitschel (2)                | -                                     | -                                     |
| 1964 | Innsbruck            | Christl Haas (2)                      | Christine Goitschel                   | Marielle Goitschel (2)                      | Marielle Goitschel                    | -                                     | -                                     |
| 1962 | Chamonix             | Christl Haas                          | Marianne Jahn                         | Marielle Goitschel                          | Marianne Jahn                         | -                                     | -                                     |
| 1960 | Squaw Valley         | Heidi Biebl                           | Anne Heggtveit                        | Anne Heggtveit                              | Yvonne Rüegg                          | -                                     | -                                     |
| 1958 | Badgastein           | Lucille Wheeler                       | Inger Bjørnbakken                     | Frieda Dänzer                               | Lucille Wheeler                       | -                                     | -                                     |
| 1956 | Cortina              | Madeleine Berthod                     | Renée Colliard                        | Madeleine Berthod                           | Ossi Reichert                         | -                                     | -                                     |
| 1954 | Åre                  | Ida Schöpfer                          | Trude Klecker                         | Ida Schöpfer                                | Lucienne Schmith                      | -                                     | -                                     |
| 1952 | Oslo                 | Trude Beiser (2)                      | Andrea Mead Lawrence                  | -                                           | Andrea Mead Lawrence                  | -                                     | -                                     |
| 1950 | Aspen                | Trude Beiser                          | Dagmar Rom                            | -                                           | Dagmar Rom                            | -                                     | -                                     |
| 1948 | Sankt Moritz         | Hedy Schlunegger                      | Gretchen Fraser                       | Trude Beiser                                | -                                     | -                                     | -                                     |
| 1941 | Cortina              | Edizione annullata dalla FIS nel 1946 | Edizione annullata dalla FIS nel 1946 | Edizione annullata dalla FIS nel 1946       | Edizione annullata dalla FIS nel 1946 | Edizione annullata dalla FIS nel 1946 | Edizione annullata dalla FIS nel 1946 |
| 1939 | Zakopane             | Christl Cranz (3)                     | Christl Cranz (4)                     | Christl Cranz (5)                           | -                                     | -                                     | -                                     |
| 1938 | Engelberg            | Lisa Resch                            | Christl Cranz (3)                     | Christl Cranz (4)                           | -                                     | -                                     | -                                     |
| 1937 | Chamonix             | Christl Cranz (2)                     | Christl Cranz (2)                     | Christl Cranz (3)                           | -                                     | -                                     | -                                     |
| 1936 | Innsbruck            | Evelyn Pinching                       | Gerda Paumgarten                      | Evelyn Pinching                             | -                                     | -                                     | -                                     |
| 1935 | Mürren               | Christl Cranz                         | Anny Rüegg                            | Christl Cranz (2)                           | -                                     | -                                     | -                                     |
| 1934 | Sankt Moritz         | Anny Rüegg                            | Christl Cranz                         | Christl Cranz                               | -                                     | -                                     | -                                     |
| 1933 | Innsbruck            | Inge Wersin-Lantschner                | Inge Wersin-Lantschner                | Inge Wersin-Lantschner                      | -                                     | -                                     | -                                     |
| 1932 | Cortina              | Paula Wiesinger                       | Rösli Streiff                         | Rösli Streiff                               | -                                     | -                                     | -                                     |
| 1931 | Mürren               | Esme Mackinnon                        | Esme Mackinnon                        | -                                           | -                                     | -                                     | -                                     |

## Gara a squadre
| Anno | Località             | Campioni |
| ---- | -------------------- | --- |
| 2025 | Saalbach-Hinterglemm | Italia Giorgia Collomb Lara Della Mea Filippo Della Vite Alex Vinatzer                                                   |
| 2023 | Courchevel/Méribel   | Stati Uniti Tommy Ford Katie Hensien Paula Moltzan Nina O'Brien River Radamus Luke Winters                               |
| 2021 | Cortina d'Ampezzo    | Norvegia Kristin Lysdahl Sebastian Foss Solevåg Kristina Riis-Johannessen Fabian Wilkens Solheim Thea Louise Stjernesund |
| 2019 | Åre                  | Svizzera Wendy Holdener Daniel Yule Aline Danioth Ramon Zenhäusern Andrea Ellenberger Sandro Simonet                     |
| 2017 | Sankt Moritz         | Francia (2) Alexis Pinturault Adeline Baud Mathieu Faivre Tessa Worley Julien Lizeroux Nastasia Noens                    |
| 2015 | Vail/Beaver Creek    | Austria (3) Eva-Maria Brem Marcel Hirscher Michaela Kirchgasser Christoph Nösig Nicole Hosp Philipp Schörghofer          |
| 2013 | Schladming           | Austria (2) Marcel Hirscher Nicole Hosp Michaela Kirchgasser Philipp Schörghofer Carmen Thalmann Marcel Mathis           |
| 2011 | Garmisch             | Francia Taïna Barioz Thomas Fanara Anémone Marmottan Cyprien Richard Tessa Worley Gauthier de Tessières                  |
| 2009 | Val-d'Isère          | Annullata |
| 2007 | Åre                  | Austria Renate Götschl Michaela Kirchgasser Marlies Schild Mario Matt Fritz Strobl Benjamin Raich                        |
| 2005 | Bormio               | Germania Monika Bergmann Andreas Ertl Martina Ertl Florian Eckert Hilde Gerg Felix Neureuther                            |

1. ↑  La gara, regolarmente prevista nel calendario delle competizioni, è stata annullata per avverse condizioni meteorologiche e in seguito non più recuperata